# Radziwoniszki
Radziwoniszki (biał. Радзівонішкі, Radziwoniszki; ros. Радивонишки, Radiwoniszki) – wieś na Białorusi, w obwodzie grodzieńskim, w rejonie lidzkim, w sielsowiecie Możejków.
W pobliżu znajduje się przystanek kolejowy Kurhan, położony na linii Lida – Mosty.

## Historia
W Rzeczypospolitej Obojga Narodów leżały w województwie wileńskim, w powiecie lidzkim. Odpadły od Polski w wyniku III rozbioru.
W XIX i w początkach XX w. wieś, okolica szlachecka, dwa folwarki i majątek ziemski położone w Rosji, w guberni wileńskiej, w powiecie lidzkim, w gminach Tarnowszczyzna i Myto. Siedziba okręgu wiejskiego w gminie Tarnowszczyzna.
W dwudziestoleciu międzywojennym nazwę Radziwoniszki nosiło sześć położonych w pobliżu siebie miejscowości. Leżały one w Polsce, w województwie nowogródzkim, w powiecie lidzkim, w gminie Tarnowo/Białohruda. Demografia w 1921 przedstawiała się następująco:
- wieś Radziwoniszki – 382 mieszkańców, zamieszkałych w 77 budynkach, w tym 231 prawosławnych i 151 rzymskich katolików
- zaścianek Radziwoniszki – 10 mieszkańców, zamieszkałych w 2 budynkach, wyłącznie rzymskich katolików
- osada Radziwoniszki – 14 mieszkańców, zamieszkałych w 3 budynkach, w tym 9 rzymskich katolików i 5 prawosławnych
- folwark Radziwoniszki I – 29 mieszkańców, zamieszkałych w 5 budynkach, w tym 20 rzymskich katolików i 9 prawosławnych
- folwarki Radziwoniszki II oraz Radziwoniszki III[a] – 25 mieszkańców, zamieszkałych w 5 budynkach, w tym 20 rzymskich katolików i 5 prawosławnych

Mieszkańcami wszystkich sześciu miejscowości byli Polacy, z wyjątkiem 9 Białorusinów mieszkających w Radziwoniszkach I.
Po II wojnie światowej w granicach Związku Sowieckiego. Działała tu polska partyzantka. W 1950 (lub niedługo później) sowieci rozbili tu grupę Puchalskiego. Puchalski po zaciekłej walce, popełnił samobójstwo ostatnią kulą. Od 1991 w niepodległej Białorusi.

## Religia
We wsi w 1696 wzniesiono cerkiew, początkowo unicką, później prawosławną. W XIX w. zbudowano nową, istniejącą do dziś cerkiew prawosławną.
W majątku znajdowała się kaplica katolicka parafii w Wawiórce, w 1888 już nieistniejąca.

## Ludzie związani z miejscowością
- Daniel Kazimierz Narbutt – polski pijar, filozof i nauczyciel; zmarły w Radziwoniszkach
- Marcin Górski – generał brygady Wojska Polskiego; urodzony w Radziwoniszkach